# 黑客狙击手
《黑客狙击手》事中国大陆拍摄的一部科幻题材向动画片，该作品主要讲述三位少年对抗想要夺取宇宙的黑客的故事。

## 剧情
故事发生一个虚构的地区，某一天一个想要控制宇宙的人决定用网络病毒等方式来给这个地区造成破坏，并且他们该囚禁了一位博士，并用各种方式来胁迫博士和其合作。
不过博士的儿子却和他的两个朋友通过努力，破坏了这个想要统治宇宙的人的计划。
虽说这个人最后被击败了，但是一切却并未结束……

## 外部連結
- 豆瓣电影上《黑客狙击手》的資料 （简体中文）
- 观看地址（bilibili）